# Ucarp
UCARP est un programme de haute-disponibilité pour système d'exploitation Unix et dérivés qui permet le partage par plusieurs hôtes d'une même adresse IP afin d'assurer la continuité du service en cas de défaillance d'un hôte. Ce programme implémente en espace utilisateur le protocole Common Address Redundancy Protocol (CARP) disponible sous OpenBSD et s'oppose au protocole standard Virtual Router Redundancy Protocol (VRRP).

## Principes
Ucarp permet le partage d'une adresse IP dite virtuelle par différents hôtes également munis d'une adresse IP réelle sur le réseau. Un hôte est déclaré maître et répond au trafic émis sur l'adresse IP virtuelle. Les autres hôtes sont les esclaves et attendent de prendre la main. Chaque hôte a une priorité qui lui permet de prendre la main dans un ordre déterminé si l'hôte maître s'avère défaillant.
Pour résumer les besoins sont les suivants:
- Une unique adresse IP virtuelle.
- Une adresse IP réelle par hôte.
- Une priorité par hôte (entier de 1 à 255).
- Un temps de signalement (par défaut une seconde) au bout duquel l'hôte envoie un signe de vie sur le réseau.
- Un mot de passe commun à tous les hôtes.

Lorsque l'hôte prend la main, il exécute un script qui lui permet de s'organiser (en effet il va dorénavant recevoir le trafic de l'adresse IP virtuelle et peut ne pas être encore prêt à cette situation). Un script est également lancé lorsqu'un hôte perd la main.
Ucarp a été testé avec succès sur GNU/Linux 2.4, GNU/Linux 2.6, Mac OS X, FreeBSD, OpenBSD, MirBSD, Solaris et NetBSD.

## Auteurs
Ucarp est écrit par Frank Denis. Le mode "neutre" a été écrit par Russell Mosemann et Richard Bellamy a aidé pour la portabilité vers Solaris.